# Clasificación al Campeonato Europeo Sub-17 de la UEFA 2023
El Campeonato Europeo Sub-17 de la UEFA es la vigésima segunda vez que se celebra. La fase final se realizará en Hungría.
La primera fase se divide en dos etapas la primera es una Ronda de clasificación comenzará en octubre de 2022 y la segunda corresponde a la Ronda Élite.

## Ronda de Clasificación
En esta ronda participan 52 equipos pertenecientes a la zona UEFA divididos en 13 grupos de 4 equipos cada uno. Un país de cada grupo actúa como anfitrión, jugándose allí un mini torneo.

### Sorteo
El sorteo de la ronda de clasificación se celebró el 9 de diciembre de 2021 a las 10:00 CET (UTC + 1), en la sede de la UEFA en Nyon, Suiza.

### Grupo 1
País anfitrión:  Portugal
| Equipo       | Pts | PJ | PG | PE | PP | GF | GC | Dif |
| ------------ | --- | -- | -- | -- | -- | -- | -- | --- |
| Portugal (H) | 9   | 3  | 3  | 0  | 0  | 11 | 1  | +10 |
| Eslovenia    | 4   | 3  | 1  | 1  | 1  | 2  | 2  | 0   |
| Kazajistán   | 4   | 3  | 1  | 1  | 1  | 4  | 6  | -2  |
| Islas Feroe  | 0   | 3  | 0  | 0  | 3  | 0  | 8  | -8  |

| 16 de noviembre de 2022 | Islas Feroe | 0:2 (0:1) | Eslovenia                  | Estádio Municipal, Albufeira, Portugal |                           |
| 11:00 (CET)             |             | Reporte   | - 2' Topalović - 83' Kutoš | Árbitro(s): Miloš Gigovic              | Árbitro(s): Miloš Gigovic |

| 16 de noviembre de 2022 | Portugal                                                                          | 6:1 (1:0) | Kazajistán            | Estadio Algarve, Faro, Portugal      |                                      |
| 14:00 (CET)             | - Oliveira 24' - Martins 65' - Patrício 71' (pen.), 77' - Moreira 74' - Lobão 85' | Reporte   | - 53' (pen.) Agimanov | Árbitro(s): Jakob Alexander Sundberg | Árbitro(s): Jakob Alexander Sundberg |

| 19 de noviembre de 2022 | Eslovenia | 0:0     | Kazajistán | Estádio Municipal, Albufeira, Portugal |                           |
| 11:00 (CET)             |           | Reporte |            | Árbitro(s): Miloš Gigovic              | Árbitro(s): Miloš Gigovic |

| 19 de noviembre de 2022 | Portugal | 3:0 (2:0) | Islas Feroe | Estádio Municipal da Bela Vista, Parchal, Portugal |                         |
| 14:00 (CET)             |          | Reporte   |             | Árbitro(s): Tomas Klima                            | Árbitro(s): Tomas Klima |

| 22 de noviembre de 2022 | Kazajistán | 3:0 (1:0) | Islas Feroe | Estádio Municipal, Albufeira, Portugal |                         |
| 14:00 (CET)             |            | Reporte   |             | Árbitro(s): Tomas Klima                | Árbitro(s): Tomas Klima |

| 22 de noviembre de 2022 | Eslovenia | 0:2 (0:1) | Portugal | Estadio Algarve, Faro, Portugal      |                                      |
| 14:00 (CET)             |           | Reporte   |          | Árbitro(s): Jakob Alexander Sundberg | Árbitro(s): Jakob Alexander Sundberg |

### Grupo 2
País anfitrión:  Bosnia y Herzegovina
| Equipo                   | Pts | PJ | PG | PE | PP | GF | GC | Dif |
| ------------------------ | --- | -- | -- | -- | -- | -- | -- | --- |
| Ucrania                  | 7   | 3  | 2  | 1  | 0  | 13 | 3  | +10 |
| Bosnia y Herzegovina (H) | 7   | 3  | 2  | 1  | 0  | 4  | 1  | +3  |
| Azerbaiyán               | 3   | 3  | 1  | 0  | 2  | 10 | 6  | +4  |
| Liechtenstein            | 0   | 3  | 0  | 0  | 3  | 0  | 17 | -17 |

| 24 de octubre de 2022 | Azerbaiyán                              | 2:5 (0:2) | Ucrania                                                | Mladost Stadium, Doboj, Bosnia y Herzegovina |                                     |
| 12:30 (CET)           | - H. Hüseynov 77' - Mammadov 83' (pen.) | Reporte   | - 33' (pen.), 39', 59', 68' Ponomarenko - 90' Osypenko | Árbitro(s): Miguel Bertolo Nogueira          | Árbitro(s): Miguel Bertolo Nogueira |

| 24 de octubre de 2022 | Bosnia y Herzegovina | 2:0 (2:0) | Liechtenstein | FF BH Football Training Centre, Zenica, Bosnia y Herzegovina |                          |
| 12:30 (CET)           | - Marčetić 8', 16'   | Reporte   |               | Árbitro(s): Tim Marshall                                     | Árbitro(s): Tim Marshall |

| 27 de octubre de 2022 | Ucrania                                                                                   | 7:0 (4:0) | Liechtenstein | FF BH Football Training Centre, Zenica, Bosnia y Herzegovina |                          |
| 12:30 (CET)           | - Ponomarenko 12', 20', 45' (pen.) - Kalyn 30' - Pashko 62' - Zakharchenko 67' - Khan 87' | Reporte   |               | Árbitro(s): Tim Marshall                                     | Árbitro(s): Tim Marshall |

| 27 de octubre de 2022 | Bosnia y Herzegovina | 1:0 (1:0) | Azerbaiyán | Mladost Stadium, Doboj, Bosnia y Herzegovina |                             |
| 12:30 (CET)           | - Dugić 16'          | Reporte   |            | Árbitro(s): Eldorjan Hamiti                  | Árbitro(s): Eldorjan Hamiti |

| 30 de octubre de 2022 | Liechtenstein | 0:8 (0:5) | Azerbaiyán | Mladost Stadium, Doboj, Bosnia y Herzegovina |                             |
| 13:30 (CET)           |               | Reporte   | - 4' Mikayilov - 6' Mammadov - 38' Jafarli - 41' Tarverdiyev - 43', 50' Osmanov - 51' Alakbarli - 76' Mansumov | Árbitro(s): Eldorjan Hamiti                  | Árbitro(s): Eldorjan Hamiti |

| 30 de octubre de 2022 | Ucrania      | 1:1 (0:0) | Bosnia y Herzegovina | FF BH Football Training Centre, Zenica, Bosnia y Herzegovina |                                     |
| 13:30 (CET)           | - Pashko 66' | Reporte   | - 81' Brekalo        | Árbitro(s): Miguel Bertolo Nogueira                          | Árbitro(s): Miguel Bertolo Nogueira |

### Grupo 3
País anfitrión:  Georgia
| Equipo      | Pts | PJ | PG | PE | PP | GF | GC | Dif |
| ----------- | --- | -- | -- | -- | -- | -- | -- | --- |
| Inglaterra  | 7   | 3  | 2  | 1  | 0  | 10 | 4  | +6  |
| Israel      | 5   | 3  | 1  | 2  | 0  | 5  | 3  | +2  |
| Georgia (H) | 3   | 3  | 1  | 0  | 2  | 6  | 9  | -3  |
| Lituania    | 1   | 3  | 0  | 1  | 2  | 2  | 7  | -5  |

| 25 de octubre de 2022 | Inglaterra                       | 3:1 (1:0) | Lituania        | Tiflis Sea Technical Center, Tiflis, Georgia |                           |
| 12:00 (CET)           | - Golding 17', 51' - Nwaneri 81' | Reporte   | - 80' Malatokas | Árbitro(s): Adam Ladebäck                    | Árbitro(s): Adam Ladebäck |

| 25 de octubre de 2022 | Georgia      | 1:3 (1:2) | Israel                             | GFF Academy, Rustavi, Georgia |                           |
| 15:00 (CET)           | - Turkia 25' | Reporte   | - 17' Sarsur - 45' Oli - 83' Ranon | Árbitro(s): Ferenc Karakó     | Árbitro(s): Ferenc Karakó |

| 28 de octubre de 2022 | Israel      | 1:1 (1:1) | Lituania      | Tiflis Sea Technical Center, Tiflis, Georgia |                           |
| 12:00 (CET)           | - Zoabi 37' | Reporte   | - 6' Jonaitis | Árbitro(s): Ferenc Karakó                    | Árbitro(s): Ferenc Karakó |

| 28 de octubre de 2022 | Inglaterra                                                          | 6:2 (4:1) | Georgia                                    | GFF Academy, Rustavi, Georgia  |                                |
| 15:00 (CET)           | - Dibling 3', 87' - Nwaneri 9' - Morgan 28', 57' - Lewis-Skelly 43' | Reporte   | - 7' (pen.) Geguchadze - 60' Amisulashvili | Árbitro(s): Viktor Kopiievskyi | Árbitro(s): Viktor Kopiievskyi |

| 31 de octubre de 2022 | Lituania | 0:3 (0:1) | Georgia                           | GFF Academy, Rustavi, Georgia |                           |
| 15:00 (CET)           |          | Reporte   | - 32' Mashava - 83', 89' Odikadze | Árbitro(s): Adam Ladebäck     | Árbitro(s): Adam Ladebäck |

| 31 de octubre de 2022 | Israel      | 1:1 (1:0) | Inglaterra   | Tiflis Sea Technical Center, Tiflis, Georgia |                                |
| 15:00 (CET)           | - Hazan 34' | Reporte   | - 83' Morgan | Árbitro(s): Viktor Kopiievskyi               | Árbitro(s): Viktor Kopiievskyi |

### Grupo 4
País anfitrión:  Malta
| Equipo            | Pts | PJ | PG | PE | PP | GF | GC | Dif |
| ----------------- | --- | -- | -- | -- | -- | -- | -- | --- |
| República Checa   | 7   | 3  | 2  | 1  | 0  | 11 | 2  | +9  |
| Escocia           | 6   | 3  | 2  | 0  | 1  | 10 | 5  | +5  |
| Irlanda del Norte | 4   | 3  | 1  | 1  | 1  | 3  | 5  | -2  |
| Malta (H)         | 0   | 3  | 0  | 0  | 3  | 1  | 13 | -12 |

| 19 de octubre de 2022 | Escocia                                                                  | 6:0 (1:0) | Malta | Centenary Stadium, Ta' Qali, Malta |                                 |
| 10:00 (CET)           | - Molotnikov 28' - McLuckie 48' - Wilson 62', 63' - MacIntyre 70', 90+1' | Reporte   |       | Árbitro(s): Evangelos Manouchos    | Árbitro(s): Evangelos Manouchos |

| 19 de octubre de 2022 | Irlanda del Norte | 1:1 (0:0) | República Checa | Centenary Stadium, Ta' Qali, Malta |                          |
| 15:00 (CET)           | - Patton 64'      | Reporte   | - 55' Pikolon   | Árbitro(s): Martin Dohal           | Árbitro(s): Martin Dohal |

| 22 de octubre de 2022 | Escocia                           | 3:0 (2:0) | Irlanda del Norte | Centenary Stadium, Ta' Qali, Malta |                                 |
| 10:00 (CET)           | - Wilson 26', 28' - MacIntyre 72' | Reporte   |                   | Árbitro(s): Evangelos Manouchos    | Árbitro(s): Evangelos Manouchos |

| 22 de octubre de 2022 | República Checa                                              | 5:0 (1:0) | Malta | Centenary Stadium, Ta' Qali, Malta |                            |
| 15:00 (CET)           | - Binar 43' (pen.) - Hranoš 47', 51', 90+1' - Branecký 90+4' | Reporte   |       | Árbitro(s): Visar Kastrati         | Árbitro(s): Visar Kastrati |

| 25 de octubre de 2022 | República Checa                                               | 5:1 (2:1) | Escocia      | Centenary Stadium, Ta' Qali, Malta |                          |
| 10:00 (CET)           | - Pikolon 13' - Hranoš 41' - Pech 54' - Konečný 80' - Rus 89' | Reporte   | - 19' Hutton | Árbitro(s): Martin Dohal           | Árbitro(s): Martin Dohal |

| 25 de octubre de 2022 | Malta         | 1:2 (1:0) | Irlanda del Norte             | Centenary Stadium, Ta' Qali, Malta |                            |
| 15:00 (CET)           | - Melillo 40' | Reporte   | - 78' Moreland - 87' Donnelly | Árbitro(s): Visar Kastrati         | Árbitro(s): Visar Kastrati |

### Grupo 5
País anfitrión:  Polonia
| Equipo      | Pts | PJ | PG | PE | PP | GF | GC | Dif |
| ----------- | --- | -- | -- | -- | -- | -- | -- | --- |
| Montenegro  | 7   | 3  | 2  | 1  | 0  | 4  | 1  | +3  |
| Polonia (H) | 6   | 3  | 2  | 0  | 1  | 10 | 5  | +5  |
| Austria     | 3   | 3  | 1  | 0  | 2  | 4  | 5  | -1  |
| Andorra     | 1   | 3  | 0  | 1  | 2  | 2  | 9  | -7  |

| 20 de octubre de 2022 | Montenegro             | 2:0 (2:0) | Polonia | Stadion Miejski w Szubinie, Szubin, Polonia |                          |
| 14:00 (CET)           | - Camaj 6' - Maraš 25' | Reporte   |         | Árbitro(s): David Fuxman                    | Árbitro(s): David Fuxman |

| 20 de octubre de 2022 | Austria                                  | 2:0 (1:0) | Andorra | Stadion Miejskiego Elana Toruń, Toruń, Polonia |                           |
| 14:00 (CET)           | - Živković 42' (pen.) - Lukic 48' (pen.) | Reporte   |         | Árbitro(s): Bulat Sariyev                      | Árbitro(s): Bulat Sariyev |

| 23 de octubre de 2022 | Polonia                                                           | 6:1 (3:0) | Andorra      | Stadium Inowrocław Olympians, Inowrocław, Polonia |                      |
| 14:00 (CET)           | - Tomczyk 6' (pen.), 25', 29' - Mikołajewski 60', 66' - Huras 76' | Reporte   | - 63' Acosta | Árbitro(s): Tom Owen                              | Árbitro(s): Tom Owen |

| 23 de octubre de 2022 | Austria | 0:1 (0:1) | Montenegro  | Stadion Miejski w Szubinie, Szubin, Polonia |                           |
| 14:00 (CET)           |         | Reporte   | - 36' Adžić | Árbitro(s): Bulat Sariyev                   | Árbitro(s): Bulat Sariyev |

| 26 de octubre de 2022 | Andorra           | 1:1 (0:0) | Montenegro        | Stadium Inowrocław Olympians, Inowrocław, Polonia |                      |
| 14:00 (CET)           | - García Suñé 83' | Reporte   | - 90+7' Đukanović | Árbitro(s): Tom Owen                              | Árbitro(s): Tom Owen |

| 26 de octubre de 2022 | Polonia                                    | 4:2 (2:2) | Austria                      | Stadion Miejskiego Elana Toruń, Toruń, Polonia |                          |
| 14:00 (CET)           | - Tomczyk 22', 30', 79' - Krzyżanowski 48' | Reporte   | - 16' Feiner - 29' Verhounig | Árbitro(s): David Fuxman                       | Árbitro(s): David Fuxman |

### Grupo 6
País anfitrión:  Rumania
| Equipo      | Pts | PJ | PG | PE | PP | GF | GC | Dif |
| ----------- | --- | -- | -- | -- | -- | -- | -- | --- |
| Bélgica     | 9   | 3  | 3  | 0  | 0  | 10 | 3  | +7  |
| Dinamarca   | 6   | 3  | 2  | 0  | 1  | 13 | 3  | +10 |
| Rumania (H) | 3   | 3  | 1  | 0  | 2  | 4  | 8  | -4  |
| Estonia     | 0   | 3  | 0  | 0  | 3  | 3  | 16 | -13 |

| 26 de octubre de 2022 | Bélgica                                                   | 4:1 (1:0) | Estonia          | Buftea Football Center, Buftea, Rumania |                             |
| 11:00 (CET)           | - De Meyer 43' - Gérard 62' - Di Matteo 82' - Bounida 87' | Reporte   | - 78' Kalimullin | Árbitro(s): Daniel Schlager             | Árbitro(s): Daniel Schlager |

| 26 de octubre de 2022 | Rumania | 0:3 (0:0) | Dinamarca                                       | Buftea Football Center, Buftea, Rumania |                                  |
| 16:00 (CET)           |         | Reporte   | - 77' T. Jensen - 81' Chiakha - 90+3' Mikkelsen | Árbitro(s): Stefanos Koymparakis        | Árbitro(s): Stefanos Koymparakis |

| 29 de octubre de 2022 | Dinamarca                                                                                   | 8:0 (4:0) | Estonia | Buftea Football Center, Buftea, Rumania |                                  |
| 11:00 (CET)           | - Chiakha 5', 27', 28' - Jensen 39' - Jørgensen 46' - Albæk 62' - Mikkelsen 87', 89' (pen.) | Reporte   |         | Árbitro(s): Stefanos Koymparakis        | Árbitro(s): Stefanos Koymparakis |

| 29 de octubre de 2022 | Bélgica                               | 3:0 (1:0) | Rumania | Buftea Football Center, Buftea, Rumania |                           |
| 16:00 (CET)           | - Mirisola 45+2' - Filorizzo 65', 82' | Reporte   |         | Árbitro(s): Miloš Savović               | Árbitro(s): Miloš Savović |

| 1 de noviembre de 2022 | Estonia                     | 2:4 (1:3) | Rumania                                     | Buftea Football Center, Buftea, Rumania |                           |
| 15:00 (CET)            | - Suppi 9' - Kalimullin 48' | Reporte   | - 25', 34' Tarbă - 45' Păcuraru - 88' Cocoș | Árbitro(s): Miloš Savović               | Árbitro(s): Miloš Savović |

| 1 de noviembre de 2022 | Dinamarca                    | 2:3 (2:1) | Bélgica                      | Estadio Concordia, Chiajna, Rumania |                             |
| 15:00 (CET)            | - Høgsberg 11' - Chiakha 36' | Reporte   | - 44' Pepa - 46', 52' Nuozzi | Árbitro(s): Daniel Schlager         | Árbitro(s): Daniel Schlager |

### Grupo 7
País anfitrión:  Croacia
| Equipo      | Pts | PJ | PG | PE | PP | GF | GC | Dif |
| ----------- | --- | -- | -- | -- | -- | -- | -- | --- |
| Gales       | 5   | 3  | 1  | 2  | 0  | 5  | 3  | +2  |
| Croacia (H) | 4   | 3  | 1  | 1  | 1  | 3  | 4  | -1  |
| Albania     | 4   | 3  | 1  | 1  | 1  | 3  | 2  | +1  |
| Suecia      | 2   | 3  | 0  | 2  | 1  | 6  | 8  | -2  |

| 20 de octubre de 2022 | Suecia       | 1:3 (1:1) | Albania                          | Stadion Lako, Novigrad, Croacia    |                                    |
| 10:00 (CET)           | - Smajić 14' | Reporte   | - 29', 81' Vranici - 73' Kashari | Árbitro(s): Chrysovalantis Theouli | Árbitro(s): Chrysovalantis Theouli |

| 20 de octubre de 2022 | Gales                    | 2:0 (2:0) | Croacia | Stadion Veli Joze, Poreč, Croacia |                          |
| 12:00 (CET)           | - Hatch 12' - Perret 36' | Reporte   |         | Árbitro(s): Rauf Jabarov          | Árbitro(s): Rauf Jabarov |

| 23 de octubre de 2022 | Suecia                                            | 3:3 (2:1) | Gales                                  | Stadion Lako, Novigrad, Croacia |                                 |
| 10:00 (CET)           | - Samuyiwa 27' - Mulugeta 37' - Lawlor 63' (a.g.) | Reporte   | - 41' Hatch - 79' Issaka - 90+9' Giles | Árbitro(s): Oleksii Derevinskyi | Árbitro(s): Oleksii Derevinskyi |

| 23 de octubre de 2022 | Croacia          | 1:0 (0:0) | Albania | Stadion Veli Joze, Poreč, Croacia |                          |
| 12:00 (CET)           | - Živković 90+1' | Reporte   |         | Árbitro(s): Rauf Jabarov          | Árbitro(s): Rauf Jabarov |

| 26 de octubre de 2022 | Albania | 0:0     | Gales | Stadion Lako, Novigrad, Croacia |                                 |
| 12:00 (CET)           |         | Reporte |       | Árbitro(s): Oleksii Derevinskyi | Árbitro(s): Oleksii Derevinskyi |

| 26 de octubre de 2022 | Croacia                   | 2:2 (2:1) | Suecia                       | Stadion Veli Joze, Poreč, Croacia  |                                    |
| 12:00 (CET)           | - Vušković 3' - Rimac 17' | Reporte   | - 41' Samuyiwa - 60' Mohudin | Árbitro(s): Chrysovalantis Theouli | Árbitro(s): Chrysovalantis Theouli |

### Grupo 8
País anfitrión:  Kosovo
| Equipo     | Pts | PJ | PG | PE | PP | GF | GC | Dif |
| ---------- | --- | -- | -- | -- | -- | -- | -- | --- |
| Italia     | 9   | 3  | 3  | 0  | 0  | 11 | 2  | +9  |
| Finlandia  | 4   | 3  | 1  | 1  | 1  | 3  | 6  | -3  |
| Grecia     | 3   | 3  | 1  | 0  | 2  | 6  | 4  | +2  |
| Kosovo (H) | 1   | 3  | 0  | 1  | 2  | 3  | 11 | -8  |

| 5 de octubre de 2022 | Finlandia                      | 2:1 (2:1) | Grecia       | Zahir Pajaziti Stadium, Podujevo, Kosovo |                          |
| 12:00 (CET)          | - Ruoppi 21' - Ezeh 32' (pen.) | Reporte   | - 42' Tzimas | Árbitro(s): Luca Cibelli                 | Árbitro(s): Luca Cibelli |

| 5 de octubre de 2022 | Italia                                                          | 5:2 (1:0) | Kosovo                     | Estadio Fadil Vokrri, Pristina, Kosovo |                            |
| 15:00 (CET)          | - Pafundi 26', 63' - Finocchiaro 48' - Scotti 49' - Mannini 82' | Reporte   | - 76' Gashijan - 84' Mulaj | Árbitro(s): Elchin Masiyev             | Árbitro(s): Elchin Masiyev |

| 8 de octubre de 2022 | Grecia                                                            | 5:0 (2:0) | Kosovo | Zahir Pajaziti Stadium, Podujevo, Kosovo |                          |
| 12:00 (CET)          | - Panikidis 7' - Tzimas 32', 73' - Politakis 85' - Mouzakitis 90' | Reporte   |        | Árbitro(s): Luca Cibelli                 | Árbitro(s): Luca Cibelli |

| 8 de octubre de 2022 | Italia                                                         | 4:0 3:0 | Finlandia | Estadio Fadil Vokrri, Pristina, Kosovo |                          |
| 15:00 (CET)          | - Romano 15' - Galli 21' - Pafundi 23' - Leveälahti 55' (a.g.) | Reporte |           | Árbitro(s): Ondřej Berka               | Árbitro(s): Ondřej Berka |

| 11 de octubre de 2022 | Kosovo             | 1:1 (1:0) | Finlandia     | Estadio Fadil Vokrri, Pristina, Kosovo |                            |
| 12:00 (CET)           | - Lleshi 6' (pen.) | Reporte   | - 87' Boström | Árbitro(s): Elchin Masiyev             | Árbitro(s): Elchin Masiyev |

| 11 de octubre de 2022 | Grecia | 0:2 (0:1) | Italia                       | Zahir Pajaziti Stadium, Podujevo, Kosovo |                          |
| 12:00 (CET)           |        | Reporte   | - 45+3' Romano - 48' Pafundi | Árbitro(s): Ondřej Berka                 | Árbitro(s): Ondřej Berka |

### Grupo 9
País anfitrión:  Macedonia del Norte
| Equipo                  | Pts | PJ | PG | PE | PP | GF | GC | Dif |
| ----------------------- | --- | -- | -- | -- | -- | -- | -- | --- |
| Francia                 | 9   | 3  | 3  | 0  | 0  | 12 | 0  | +12 |
| Islandia                | 6   | 3  | 2  | 0  | 1  | 6  | 5  | +1  |
| Luxemburgo              | 3   | 3  | 1  | 0  | 2  | 4  | 9  | -5  |
| Macedonia del Norte (H) | 0   | 3  | 0  | 0  | 3  | 2  | 10 | -8  |

| 25 de octubre de 2022 | Macedonia del Norte | 0:3 (0:2) | Islandia                                | FFM Training Centre, Skopie, Macedonia del Norte |                                |
| 13:00 (CET)           |                     | Reporte   | - Kjartansson 25' - Gudjohnsen 30', 48' | Árbitro(s): Dzmitry Dzmitryieu                   | Árbitro(s): Dzmitry Dzmitryieu |

| 25 de octubre de 2022 | Francia                                                    | 4:0 (0:0) | Luxemburgo | Estadio Ǵorče Petrov, Skopie, Macedonia del Norte |                        |
| 13:00 (CET)           | - Amougou 46' - Kroupi 54' - Boucehnna 61' - Lambourde 90' | Reporte   |            | Árbitro(s): Jan Petrik                            | Árbitro(s): Jan Petrik |

| 28 de octubre de 2022 | Islandia                                 | 3:1 (0:0) | Luxemburgo    | Estadio Ǵorče Petrov, Skopie, Macedonia del Norte |                        |
| 13:00 (CET)           | - Guðjohnsen 47' - Þorbjörnsson 70', 74' | Reporte   | - 49' Mancini | Árbitro(s): Jan Petrik                            | Árbitro(s): Jan Petrik |

| 28 de octubre de 2022 | Francia                                                  | 4:0 (2:0) | Macedonia del Norte | FFM Training Centre, Skopie, Macedonia del Norte |                                   |
| 13:00 (CET)           | - Kroupi 22' - Bouneb 26' - Lambourde 71' - Meupiyou 79' | Reporte   |                     | Árbitro(s): Aleksandrs Anufrijevs                | Árbitro(s): Aleksandrs Anufrijevs |

| 31 de octubre de 2022 | Luxemburgo                   | 3:2 (2:1) | Macedonia del Norte          | FFM Training Centre, Skopie, Macedonia del Norte |                                |
| 14:00 (CET)           | - Federspiel 36', 40', 90+2' | Reporte   | - 4' Elmas - 79' Mladenovski | Árbitro(s): Dzmitry Dzmitryieu                   | Árbitro(s): Dzmitry Dzmitryieu |

| 31 de octubre de 2022 | Islandia | 0:4 (0:2) | Francia                                          | Estadio Ǵorče Petrov, Skopie, Macedonia del Norte |                                   |
| 14:00 (CET)           |          | Reporte   | - 15' Traoré - 38' Bouneb - 87', 90+1' Lambourde | Árbitro(s): Aleksandrs Anufrijevs                 | Árbitro(s): Aleksandrs Anufrijevs |

### Grupo 10
País anfitrión:  Noruega
| Equipo      | Pts | PJ | PG | PE | PP | GF | GC | Dif |
| ----------- | --- | -- | -- | -- | -- | -- | -- | --- |
| Noruega (H) | 7   | 3  | 2  | 1  | 0  | 12 | 1  | +11 |
| Irlanda     | 5   | 3  | 1  | 2  | 0  | 7  | 3  | +4  |
| Bielorrusia | 4   | 3  | 1  | 1  | 1  | 7  | 8  | -1  |
| Armenia     | 0   | 3  | 0  | 0  | 3  | 2  | 16 | -14 |

| 20 de octubre de 2022 | Bielorrusia | 0:4 (0:1) | Noruega                                        | Sarpsborg Stadion, Sarpsborg, Noruega |                          |
| 12:00 (CET)           |             | Reporte   | - 17' Kjølstad - 46', 84' Walle - 87' Temesgen | Árbitro(s): Jan Machálek              | Árbitro(s): Jan Machálek |

| 20 de octubre de 2022 | Irlanda                                                    | 4:0 (0:0) | Armenia | Sarpsborg Stadion, Sarpsborg, Noruega |                            |
| 17:00 (CET)           | - Akachukwu 51' - Melia 78' - Razi 81' (pen.) - Grante 86' | Reporte   |         | Árbitro(s): Miloš Bošković            | Árbitro(s): Miloš Bošković |

| 23 de octubre de 2022 | Irlanda                | 2:2 (1:1) | Bielorrusia                 | Fredrikstad Stadion, Fredrikstad, Noruega |                            |
| 12:00 (CET)           | - Kehir 35' - Wade 51' | Reporte   | - 17' Mokin - 77' Simanenka | Árbitro(s): Miloš Bošković                | Árbitro(s): Miloš Bošković |

| 23 de octubre de 2022 | Noruega                                                                               | 7:0 (5:0) | Armenia | Fredrikstad Stadion, Fredrikstad, Noruega |                        |
| 17:00 (CET)           | - Tewelde 5', 37' - Egeli 26', 30', 32' (pen.) - Vanoyan 61' (a.g.) - Thorvaldsen 74' | Reporte   |         | Árbitro(s): Joey Kooij                    | Árbitro(s): Joey Kooij |

| 26 de octubre de 2022 | Armenia                            | 2:5 (0:2) | Bielorrusia                                                                       | Fredrikstad Stadion, Fredrikstad, Noruega |                        |
| 16:00 (CET)           | - Harutyunyan 46' - Mikhaelyan 79' | Reporte   | - 38' Sakhonchyk - 43', 59' Mokin - 72' (pen.) Myalkovskiy - 90+5' (pen.) Baranok | Árbitro(s): Joey Kooij                    | Árbitro(s): Joey Kooij |

| 26 de octubre de 2022 | Noruega                | 1:1 (1:1) | Irlanda      | Sarpsborg Stadion, Sarpsborg, Noruega |                          |
| 16:00 (CET)           | - Temesgen Tewelde 29' | Reporte   | - 36' Okosun | Árbitro(s): Jan Machálek              | Árbitro(s): Jan Machálek |

### Grupo 11
País anfitrión:  Chipre
| Equipo     | Pts                                   | PJ                                    | PG                                    | PE                                    | PP                                    | GF                                    | GC                                    | Dif                                   |
| ---------- | ------------------------------------- | ------------------------------------- | ------------------------------------- | ------------------------------------- | ------------------------------------- | ------------------------------------- | ------------------------------------- | ------------------------------------- |
| Serbia     | 6                                     | 2                                     | 2                                     | 0                                     | 0                                     | 15                                    | 1                                     | +14                                   |
| Chipre (H) | 3                                     | 2                                     | 1                                     | 0                                     | 1                                     | 3                                     | 3                                     | 0                                     |
| Gibraltar  | 0                                     | 2                                     | 0                                     | 0                                     | 2                                     | 0                                     | 14                                    | -14                                   |
| Rusia      | Suspendido por la Invasión de Ucrania | Suspendido por la Invasión de Ucrania | Suspendido por la Invasión de Ucrania | Suspendido por la Invasión de Ucrania | Suspendido por la Invasión de Ucrania | Suspendido por la Invasión de Ucrania | Suspendido por la Invasión de Ucrania | Suspendido por la Invasión de Ucrania |

| 1 de noviembre de 2022 | Gibraltar | 0:2 (0:0) | Chipre                        | Estadio Pafiako, Paphos, Chipre |                                 |
| 13:30 (CET)            |           | Reporte   | - 48' Nikolaou - 56' Tzouliou | Árbitro(s): Sander Van Der Eijk | Árbitro(s): Sander Van Der Eijk |

| 4 de noviembre de 2022 | Serbia | 12:0 (5:0) | Gibraltar | Estadio Pafiako, Paphos, Chipre |                              |
| 11:00 (CET)            | - Delibašić 7', 44' - Jovanović 13', 46', 82' - Cvetković 25', 31' - Maksimović 68' (pen.) - Sremčević 79', 86' (pen.), 90', 90+2' | Reporte    |           | Árbitro(s): Alessandro Dudic    | Árbitro(s): Alessandro Dudic |

| 7 de noviembre de 2022 | Chipre            | 1:3 (1:2) | Serbia                                          | Estadio Municipal, Geroskipou, Chipre |                            |
| 11:00 (CET)            | Juliou 26' (pen.) | Reporte   | Maksimović 21' · Vukojević 43' · Petrović 90+6' | Árbitro(s): Sven Jablonski            | Árbitro(s): Sven Jablonski |

### Grupo 12
País anfitrión:  Moldavia
| Equipo       | Pts | PJ | PG | PE | PP | GF | GC | Dif |
| ------------ | --- | -- | -- | -- | -- | -- | -- | --- |
| Alemania     | 6   | 3  | 2  | 0  | 1  | 6  | 1  | +5  |
| Letonia      | 6   | 3  | 2  | 0  | 1  | 4  | 4  | 0   |
| Eslovaquia   | 4   | 3  | 1  | 1  | 1  | 2  | 2  | 0   |
| Moldavia (H) | 1   | 3  | 0  | 1  | 2  | 3  | 8  | -5  |

| 19 de octubre de 2022 | Letonia          | 1:0 (1:0) | Eslovaquia | Zimbru-2 Stadium, Chişinău, Moldavia |                             |
| 11:00 (CET)           | - Jemeļjanovs 4' | Reporte   |            | Árbitro(s): Kári Á Høvdanum          | Árbitro(s): Kári Á Høvdanum |

| 19 de octubre de 2022 | Alemania                                       | 4:0 (2:0) | Moldavia | CSR Orhei, Orhei, Moldavia  |                             |
| 11:00 (CET)           | - Brunner 2' - Moerstedt 29', 57' - Ramsak 73' | Reporte   |          | Árbitro(s): Nenad Minakovic | Árbitro(s): Nenad Minakovic |

| 22 de octubre de 2022 | Eslovaquia | 1:1 (1:0) | Moldavia      | CSR Orhei, Orhei, Moldavia  |                             |
| 11:00 (CET)           | - Dikoš 4' | Reporte   | - 77' Ciobanu | Árbitro(s): Viktor Shimusik | Árbitro(s): Viktor Shimusik |

| 22 de octubre de 2022 | Alemania           | 2:0 (0:0) | Letonia | Zimbru-2 Stadium, Chişinău, Moldavia |                             |
| 11:00 (CET)           | - Brunner 58', 79' | Reporte   |         | Árbitro(s): Nenad Minakovic          | Árbitro(s): Nenad Minakovic |

| 25 de octubre de 2022 | Moldavia                    | 2:3 (2:1) | Letonia                       | CSR Orhei, Orhei, Moldavia  |                             |
| 11:00 (CET)           | - Andreiciu 10' - David 45' | Reporte   | - 29' Pakulis - 48', 69' Bočs | Árbitro(s): Viktor Shimusik | Árbitro(s): Viktor Shimusik |

| 25 de octubre de 2022 | Eslovaquia    | 1:0 (0:0) | Alemania | Zimbru-2 Stadium, Chişinău, Moldavia |                             |
| 11:00 (CET)           | - Baláž 90+1' | Reporte   |          | Árbitro(s): Kári Á Høvdanum          | Árbitro(s): Kári Á Høvdanum |

### Grupo 13
País anfitrión:  Bulgaria
| Equipo       | Pts | PJ | PG | PE | PP | GF | GC | Dif |
| ------------ | --- | -- | -- | -- | -- | -- | -- | --- |
| Suiza        | 7   | 3  | 2  | 1  | 0  | 12 | 3  | +9  |
| Turquía      | 7   | 3  | 2  | 1  | 0  | 11 | 6  | +5  |
| Bulgaria (H) | 3   | 3  | 1  | 0  | 2  | 6  | 5  | +1  |
| San Marino   | 0   | 3  | 0  | 0  | 3  | 1  | 16 | -15 |

| 13 de octubre de 2022 | Turquía                                                           | 5:1 (2:1) | San Marino   | Estadio Hadzhi Dimitar, Sliven, Bulgaria |                             |
| 09:00 (CET)           | - Karahisar 22' - Can Mete 45' - Canpolat 79', 90+1' - İngenç 81' | Reporte   | - 43' Yazici | Árbitro(s): Gustavo Correia              | Árbitro(s): Gustavo Correia |

| 13 de octubre de 2022 | Bulgaria | 0:2 (0:1) | Suiza                      | Estadio Hadzhi Dimitar, Sliven, Bulgaria |                           |
| 14:00 (CET)           |          | Reporte   | - 45+1' (pen.), 65' Boteli | Árbitro(s): Daniyar Sakhi                | Árbitro(s): Daniyar Sakhi |

| 16 de octubre de 2022 | Suiza                                                                | 7:0 (3:0) | San Marino | Estadio Hadzhi Dimitar, Sliven, Bulgaria |                         |
| 09:00 (CET)           | - Londja 36', 41', 65' - Xhemalija 43', 58' - Boteli 61' (pen.), 62' | Reporte   |            | Árbitro(s): David Smajc                  | Árbitro(s): David Smajc |

| 16 de octubre de 2022 | Turquía                           | 3:2 (2:1) | Bulgaria                        | Estadio Hadzhi Dimitar, Sliven, Bulgaria |                             |
| 14:00 (CET)           | - Canpolat 2' - Can Mete 31', 52' | Reporte   | - 41' (pen.) Sulev - 55' Onasci | Árbitro(s): Gustavo Correia              | Árbitro(s): Gustavo Correia |

| 19 de octubre de 2022 | San Marino | 0:4 (0:2) | Bulgaria                                   | Estadio Hadzhi Dimitar, Sliven, Bulgaria |                         |
| 14:00 (CET)           |            | Reporte   | - 6' Shishkov - 19' Sulev - 46', 62' Balov | Árbitro(s): David Smajc                  | Árbitro(s): David Smajc |

| 19 de octubre de 2022 | Suiza                                         | 3:3 (1:0) | Turquía                              | Estadio Beroe, Stara Zagora, Bulgaria |                           |
| 14:00 (CET)           | - Xhemalija 45+1' - Boteli 64' - Grando 90+3' | Reporte   | - 51' Gökay - 72' Akman - 90' Yıldız | Árbitro(s): Daniyar Sakhi             | Árbitro(s): Daniyar Sakhi |

### Ranking de los terceros puestos
Los cuatro mejores terceros lugares de los 13 grupos pasaban a la siguiente ronda junto a los 2 mejores de cada grupo. (Se contabilizan los resultados obtenidos en contra de los ganadores y los segundos clasificados de cada grupo).
| Pos. | Grupo | Equipo            | PJ | PG | PE | PP | GF | GC | DG  | Pts |
| ---- | ----- | ----------------- | -- | -- | -- | -- | -- | -- | --- | --- |
| 1    | 12    | Eslovaquia        | 2  | 1  | 0  | 1  | 1  | 1  | 0   | 3   |
| 2    | 7     | Albania           | 2  | 0  | 1  | 1  | 0  | 1  | -1  | 1   |
| 3    | 4     | Irlanda del Norte | 2  | 0  | 1  | 1  | 1  | 4  | -3  | 1   |
| 4    | 10    | Bielorrusia       | 2  | 0  | 1  | 1  | 2  | 6  | -4  | 1   |
| 5    | 1     | Kazajistán        | 2  | 0  | 1  | 1  | 1  | 6  | -5  | 0   |
| 6    | 5     | Austria           | 2  | 0  | 0  | 2  | 2  | 5  | -3  | 0   |
| 7    | 13    | Bulgaria          | 2  | 0  | 0  | 2  | 2  | 5  | -3  | 0   |
| 8    | 8     | Grecia            | 2  | 0  | 0  | 2  | 1  | 4  | -3  | 0   |
| 9    | 2     | Azerbaiyán        | 2  | 0  | 0  | 2  | 2  | 6  | -4  | 0   |
| 10   | 3     | Georgia           | 2  | 0  | 0  | 2  | 3  | 9  | -6  | 0   |
| 11   | 9     | Luxemburgo        | 2  | 0  | 0  | 2  | 1  | 7  | -6  | 0   |
| 12   | 6     | Rumania           | 2  | 0  | 0  | 2  | 0  | 6  | -6  | 0   |
| 13   | 11    | Gibraltar         | 2  | 0  | 0  | 2  | 0  | 14 | -14 | 0   |

## Ronda élite

### Grupo 1
País anfitrión: Serbia
| Equipo               | Pts | PJ | PG | PE | PP | GF | GC | Dif |
| -------------------- | --- | -- | -- | -- | -- | -- | -- | --- |
| Serbia (H)           | 6   | 3  | 2  | 0  | 1  | 9  | 2  | +7  |
| Bosnia y Herzegovina | 4   | 3  | 1  | 1  | 1  | 3  | 7  | -4  |
| Bielorrusia          | 4   | 3  | 1  | 1  | 1  | 5  | 5  | 0   |
| Israel               | 2   | 3  | 0  | 2  | 1  | 3  | 6  | -3  |

| 22 de marzo de 2023 | Bosnia y Herzegovina | 1:1 (1:0) | Israel              | Čukarički Stadium, Belgrado, Serbia |                           |
| 14:00 (CET)         | - Spahić 38'         | Reporte   | - 66' (pen.) Farchi | Árbitro(s): Jérémy Muller           | Árbitro(s): Jérémy Muller |

| 22 de marzo de 2023 | Serbia      | 1:2 (1:1) | Bielorrusia                          | Sports Center of FA of Serbia, Stara Pazova, Serbia |                          |
| 14:00 (CET)         | - Đurić 13' | Reporte   | - 45+1' Apiatsionak - 84' Mialkouski | Árbitro(s): Stefan Ebner                            | Árbitro(s): Stefan Ebner |

| 25 de marzo de 2023 | Israel                       | 2:2 (1:2) | Bielorrusia                      | Čukarički Stadium, Belgrado, Serbia |                           |
| 14:00 (CET)         | - Asres 29' - Abu Farchi 83' | Reporte   | - 8' Melnichenka - 13' Liukevich | Árbitro(s): Jérémy Muller           | Árbitro(s): Jérémy Muller |

| 25 de marzo de 2023 | Serbia                                                              | 5:0 (2:0) | Bosnia y Herzegovina | Sports Center of FA of Serbia, Stara Pazova, Serbia |                           |
| 14:00 (CET)         | - Stojanović 18' - Delibašić 38', 60' - Subotić 50' - Sremčević 85' | Reporte   |                      | Árbitro(s): Mikkel Redder                           | Árbitro(s): Mikkel Redder |

| 28 de marzo de 2023 | Bielorrusia     | 1:2 (1:1) | Bosnia y Herzegovina             | Sports Center of FA of Serbia, Stara Pazova, Serbia |                           |
| 12:00 (CET)         | - Liukevich 41' | Reporte   | - 16' Alajbegović - 72' Marčetić | Árbitro(s): Mikkel Redder                           | Árbitro(s): Mikkel Redder |

| 28 de marzo de 2023 | Israel | 0:3 (0:3) | Serbia                                           | Sports Center of FA of Serbia, Stara Pazova, Serbia |                          |
| 12:00 (CET)         |        | Reporte   | - 20' Maksimović - 25' Cvetković - 45' Vukojević | Árbitro(s): Stefan Ebner                            | Árbitro(s): Stefan Ebner |

### Grupo 2
País anfitrión: Gales
| Equipo     | Pts | PJ | PG | PE | PP | GF | GC | Dif |
| ---------- | --- | -- | -- | -- | -- | -- | -- | --- |
| Gales (H)  | 5   | 3  | 1  | 2  | 0  | 7  | 5  | +2  |
| Escocia    | 4   | 3  | 1  | 1  | 1  | 4  | 5  | -1  |
| Islandia   | 3   | 3  | 0  | 3  | 0  | 1  | 1  | 0   |
| Montenegro | 2   | 3  | 0  | 2  | 1  | 3  | 4  | -1  |

| 22 de marzo de 2023 | Montenegro | 0:0     | Islandia | Cardiff International Sports Campus, Cardiff, Gales |                           |
| 14:00 (CET)         |            | Reporte |          | Árbitro(s): Dominik Stary                           | Árbitro(s): Dominik Stary |

| 22 de marzo de 2023 | Escocia | 2:4 (0:2) | Gales | Rodney Parade, Newport, Gales |                               |
| 20:00 (CET)         |         | Reporte   |       | Árbitro(s): Pierre Gaillouste | Árbitro(s): Pierre Gaillouste |

| 25 de marzo de 2023 | Montenegro    | 1:2 (1:1) | Escocia                       | Cardiff International Sports Campus, Cardiff, Gales |                                |
| 14:00 (CET)         | - Perović 12' | Reporte   | - 42' Cummings - 82' Mcluckie | Árbitro(s): Radoslav Gidzhenov                      | Árbitro(s): Radoslav Gidzhenov |

| 25 de marzo de 2023 | Gales | 1:1 (1:0) | Islandia | Dragon Park, Newport, Gales |                           |
| 17:00 (CET)         |       | Reporte   |          | Árbitro(s): Dominik Stary   | Árbitro(s): Dominik Stary |

| 28 de marzo de 2023 | Islandia | 0:0     | Escocia | Cardiff International Sports Campus, Cardiff, Gales |                               |
| 12:00 (CET)         |          | Reporte |         | Árbitro(s): Pierre Gaillouste                       | Árbitro(s): Pierre Gaillouste |

| 28 de marzo de 2023 | Gales                     | 2:2 (0:2) | Montenegro           | Dragon Park, Newport, Gales    |                                |
| 12:00 (CET)         | - Morgan 50' - Lawlor 86' | Reporte   | - 45+2', 45+3' Adžić | Árbitro(s): Radoslav Gidzhenov | Árbitro(s): Radoslav Gidzhenov |

### Grupo 3
País anfitrión: Países Bajos
| Equipo            | Pts | PJ | PG | PE | PP | GF | GC | Dif |
| ----------------- | --- | -- | -- | -- | -- | -- | -- | --- |
| Países Bajos (H)  | 7   | 3  | 2  | 1  | 0  | 5  | 3  | +2  |
| Inglaterra        | 6   | 3  | 2  | 0  | 1  | 5  | 2  | +3  |
| Dinamarca         | 4   | 3  | 1  | 1  | 1  | 7  | 6  | +1  |
| Irlanda del Norte | 0   | 3  | 0  | 0  | 3  | 2  | 8  | -6  |

| 22 de marzo de 2023 | Países Bajos | 2:1 (0:1) | Irlanda del Norte | Gemeentelijk Sportpark S.J.C., Noordwijk, Países Bajos |                          |
| 19:00 (CET)         |              | Reporte   |                   | Árbitro(s): Roman Jitari                               | Árbitro(s): Roman Jitari |

| 22 de marzo de 2023 | Dinamarca | 1:3 (0:2) | Inglaterra | Nieuw Zuid, Katwijk, Países Bajos |                            |
| 19:00 (CET)         |           | Reporte   |            | Árbitro(s): Patrik Kolarić        | Árbitro(s): Patrik Kolarić |

| 25 de marzo de 2023 | Inglaterra         | 2:0 (0:0) | Irlanda del Norte | Gemeentelijk Sportpark S.J.C., Noordwijk, Países Bajos |                            |
| 13:00 (CET)         | - Nwaneri 63', 82' | Reporte   |                   | Árbitro(s): Patrik Kolarić                             | Árbitro(s): Patrik Kolarić |

| 25 de marzo de 2023 | Países Bajos | 2:2 (2:0) | Dinamarca | Nieuw Zuid, Katwijk, Países Bajos |                             |
| 16:00 (CET)         |              | Reporte   |           | Árbitro(s): Jovan Kachevski       | Árbitro(s): Jovan Kachevski |

| 28 de marzo de 2023 | Inglaterra | 0:1 (0:1) | Países Bajos | Nieuw Zuid, Katwijk, Países Bajos |                          |
| 17:00 (CET)         |            | Reporte   | - 32' Wolff  | Árbitro(s): Roman Jitari          | Árbitro(s): Roman Jitari |

| 28 de marzo de 2023 | Irlanda del Norte | 1:4 (0:1) | Dinamarca                                                   | Gemeentelijk Sportpark S.J.C., Noordwijk, Países Bajos |                             |
| 17:00 (CET)         | - Morrison 66'    | Reporte   | - 38' Schwartau - 50' Slotsager - 62' Jensen - 85' Bidstrup | Árbitro(s): Jovan Kachevski                            | Árbitro(s): Jovan Kachevski |

### Grupo 4
País anfitrión: Turquía
| Equipo      | Pts | PJ | PG | PE | PP | GF | GC | Dif |
| ----------- | --- | -- | -- | -- | -- | -- | -- | --- |
| España      | 7   | 3  | 2  | 1  | 0  | 6  | 4  | +2  |
| Alemania    | 6   | 3  | 2  | 0  | 1  | 12 | 5  | +7  |
| Turquía (H) | 4   | 3  | 1  | 1  | 1  | 6  | 3  | +3  |
| Finlandia   | 0   | 3  | 0  | 0  | 3  | 2  | 14 | -12 |

| 22 de marzo de 2023 | España                        | 2:1 (0:1) | Finlandia  | Complejo Deportivo Arslan Zeki Demirci, Manavgat Turquía |                                  |
| 10:00 (CET)         | - Huestamendia 56' - Guiu 64' | Reporte   | - 23' Ezeh | Árbitro(s): Jarred Gavan Gillett                         | Árbitro(s): Jarred Gavan Gillett |

| 22 de marzo de 2023 | Turquía     | 1:2 (0:1) | Alemania                    | Complejo Deportivo Arslan Zeki Demirci, Manavgat Turquía |                                    |
| 13:30 (CET)         | - Ayhan 49' | Reporte   | - 29' Hermann - 56' Darvich | Árbitro(s): Jóhan Hendrik Ellefsen                       | Árbitro(s): Jóhan Hendrik Ellefsen |

| 25 de marzo de 2023 | Alemania                                                                  | 7:0 (4:0) | Finlandia | Complejo Deportivo Arslan Zeki Demirci, Manavgat Turquía |                                    |
| 10:00 (CET)         | - Hermann 4', 30' - Brunner 11', 87' - Osawe 18' - Kabar 55' - Wätjen 60' | Reporte   |           | Árbitro(s): Jóhan Hendrik Ellefsen                       | Árbitro(s): Jóhan Hendrik Ellefsen |

| 25 de marzo de 2023 | España | 0:0     | Turquía | Complejo Deportivo Arslan Zeki Demirci, Manavgat Turquía |                            |
| 13:30 (CET)         |        | Reporte |         | Árbitro(s): Lothar D'hondt                               | Árbitro(s): Lothar D'hondt |

| 28 de marzo de 2023 | Finlandia  | 1:5 (1:3) | Turquía                                                        | Complejo Deportivo Arslan Zeki Demirci, Manavgat Turquía |                            |
| 11:00 (CET)         | - Ezeh 36' | Reporte   | - 22' Ayhan - 27' Arkutcu - 35' (a.g.) Henry - 47', 89' Gürpüz | Árbitro(s): Lothar D'hondt                               | Árbitro(s): Lothar D'hondt |

| 28 de marzo de 2023 | Alemania                       | 3:4 (1:2) | España                                                   | Complejo Deportivo Arslan Zeki Demirci, Manavgat Turquía |                                  |
| 11:00 (CET)         | - Brunner 29', 57' - Kabar 70' | Reporte   | - 23' (pen.), 36' Guiu - 76' Mesa - 90+4' (a.g.) Moreira | Árbitro(s): Jarred Gavan Gillett                         | Árbitro(s): Jarred Gavan Gillett |

### Grupo 5
País anfitrión: Portugal
| Equipo          | Pts | PJ | PG | PE | PP | GF | GC | Dif |
| --------------- | --- | -- | -- | -- | -- | -- | -- | --- |
| Portugal (H)    | 9   | 3  | 3  | 0  | 0  | 5  | 0  | +5  |
| Polonia         | 6   | 3  | 2  | 0  | 1  | 6  | 1  | +5  |
| República Checa | 3   | 3  | 1  | 0  | 2  | 3  | 4  | -1  |
| Eslovaquia      | 0   | 3  | 0  | 0  | 3  | 0  | 9  | -9  |

| 22 de marzo de 2023 | Polonia     | 1:0 (0:0) | República Checa | Parque Desportivo Sant'Ana, Penalva do Castelo, Portugal |                                      |
| 12:00 (CET)         | - Huras 83' | Reporte   |                 | Árbitro(s): Antoine Paul Chiaramonti                     | Árbitro(s): Antoine Paul Chiaramonti |

| 22 de marzo de 2023 | Portugal | 2:0 (1:0) | Eslovaquia | Estádio do Fontelo, Viseo, Portugal |                               |
| 17:00 (CET)         |          | Reporte   |            | Árbitro(s): Mervan Bejtullahu       | Árbitro(s): Mervan Bejtullahu |

| 25 de marzo de 2023 | República Checa                             | 3:0 (1:0) | Eslovaquia | Estádio Municipal Dr. Orlando Mendes, Santa Comba Dão, Portugal |                                      |
| 12:00 (CET)         | - Penxa 17' - Hranoš 50' - Kuťka 54' (a.g.) | Reporte   |            | Árbitro(s): Antoine Paul Chiaramonti                            | Árbitro(s): Antoine Paul Chiaramonti |

| 25 de marzo de 2023 | Portugal | 1:0 (0:0) | Polonia | Estadio João Cardoso, Tondela, Portugal |                               |
| 16:00 (CET)         |          | Reporte   |         | Árbitro(s): Menelaos Antoniou           | Árbitro(s): Menelaos Antoniou |

| 28 de marzo de 2023 | República Checa | 0:2 (0:1) | Portugal                       | Estádio do Fontelo, Viseo, Portugal |                               |
| 14:00 (CET)         |                 | Reporte   | - 37' Oliveira - 55' Fernandes | Árbitro(s): Menelaos Antoniou       | Árbitro(s): Menelaos Antoniou |

| 28 de marzo de 2023 | Eslovaquia | 0:5 (0:3) | Polonia                                                                      | Parque Desportivo Sant'Ana, Penalva do Castelo, Portugal |                               |
| 14:00 (CET)         |            | Reporte   | - 42' Huras - 45' Tomczyk - 45+2' Rejczyk - 77' Mikołajewski - 90+3' Kolanko | Árbitro(s): Mervan Bejtullahu                            | Árbitro(s): Mervan Bejtullahu |

### Grupo 6
País anfitrión: Chipre
| Equipo     | Pts | PJ | PG | PE | PP | GF | GC | Dif |
| ---------- | --- | -- | -- | -- | -- | -- | -- | --- |
| Irlanda    | 7   | 3  | 2  | 1  | 0  | 8  | 4  | 4   |
| Italia     | 7   | 3  | 2  | 1  | 0  | 7  | 3  | 4   |
| Ucrania    | 3   | 3  | 1  | 0  | 2  | 4  | 8  | -4  |
| Chipre (H) | 0   | 3  | 0  | 0  | 3  | 5  | 9  | -4  |

| 7 de marzo de 2023 | Italia                               | 2:2 (0:2) | Irlanda                            | Estadio Municipal, Geroskipou, Chipre |                             |
| 14:00 (CET)        | - Ravagnoli 66' (pen.) - Mannini 80' | Reporte   | - 24' Akachukwu - 38' (a.g.) Ramaj | Árbitro(s): Jasper Vergoote           | Árbitro(s): Jasper Vergoote |

| 7 de marzo de 2023 | Chipre                                | 2:4 (1:2) | Ucrania                                             | Estadio Pafiako, Pafos, Chipre |                           |
| 17:00 (CET)        | - Avramidis 45' - Tzouliou 90' (pen.) | Reporte   | - 9' Khan - 22' Bilyi - 90' Kalyn - 82' Ponomarenko | Árbitro(s): Antoni Bandić      | Árbitro(s): Antoni Bandić |

| 10 de marzo de 2023 | Ucrania | 0:3 (0:2) | Irlanda              | Estadio Municipal, Geroskipou, Chipre |                                  |
| 14:00 (CET)         |         | Reporte   | - 4', 12', 62' Melia | Árbitro(s): Mohammad Usman Aslam      | Árbitro(s): Mohammad Usman Aslam |

| 10 de marzo de 2023 | Italia                      | 2:1 (1:0) | Chipre          | Estadio Pafiako, Pafos, Chipre |                           |
| 14:00 (CET)         | - Sadotti 28' - Mannini 74' | Reporte   | - 79' Socratous | Árbitro(s): Antoni Bandić      | Árbitro(s): Antoni Bandić |

| 13 de marzo de 2023 | Irlanda                               | 3:2 (0:1) | Chipre                          | Estadio Pafiako, Pafos, Chipre |                             |
| 14:00 (CET)         | - Kehir 68' - Razi 82' - Okosun 90+6' | Reporte   | - 39' Evangelou - 73' Avramidis | Árbitro(s): Jasper Vergoote    | Árbitro(s): Jasper Vergoote |

| 13 de marzo de 2023 | Ucrania | 0:3 (0:1) | Italia                                         | Estadio Municipal, Geroskipou, Chipre |                                  |
| 14:00 (CET)         |         | Reporte   | - 40' Ravagnoli - 77' Liberali - 87' Mendicino | Árbitro(s): Mohammad Usman Aslam      | Árbitro(s): Mohammad Usman Aslam |

### Grupo 7
País anfitrión: Noruega
| Equipo      | Pts | PJ | PG | PE | PP | GF | GC | Dif |
| ----------- | --- | -- | -- | -- | -- | -- | -- | --- |
| Croacia     | 7   | 3  | 2  | 1  | 0  | 3  | 2  | +1  |
| Eslovenia   | 4   | 3  | 1  | 1  | 1  | 3  | 3  | 0   |
| Noruega (H) | 4   | 3  | 1  | 1  | 1  | 5  | 1  | +4  |
| Bélgica     | 1   | 3  | 0  | 1  | 2  | 1  | 6  | -5  |

| 22 de marzo de 2023 | Croacia | 0:0     | Noruega | Sarpsborg Stadion, Sarpsborg, Noruega |                          |
| 13:00 (CET)         |         | Reporte |         | Árbitro(s): Marek Radina              | Árbitro(s): Marek Radina |

| 22 de marzo de 2023 | Bélgica | 1:1 (0:0) | Eslovenia | Sarpsborg Stadion, Sarpsborg, Noruega |                            |
| 18:00 (CET)         |         | Reporte   |           | Árbitro(s): Edgars Malcevs            | Árbitro(s): Edgars Malcevs |

| 25 de marzo de 2023 | Bélgica | 0:1 (0:0) | Croacia                  | Fredrikstad Stadion, Fredrikstad, Noruega |                            |
| 13:00 (CET)         |         | Reporte   | - 90+4' (pen.) Kujundžić | Árbitro(s): Edgars Malcevs                | Árbitro(s): Edgars Malcevs |

| 25 de marzo de 2023 | Noruega | 0:1 (0:0) | Eslovenia | Fredrikstad Stadion, Fredrikstad, Noruega |                                 |
| 18:00 (CET)         |         | Reporte   |           | Árbitro(s): Kyriakos Athanasiou           | Árbitro(s): Kyriakos Athanasiou |

| 28 de marzo de 2023 | Eslovenia   | 1:2 (0:0) | Croacia                 | Fredrikstad Stadion, Fredrikstad, Noruega |                                 |
| 15:00 (CET)         | - Sojer 84' | Reporte   | - 54' Zebić - 57' Rimac | Árbitro(s): Kyriakos Athanasiou           | Árbitro(s): Kyriakos Athanasiou |

| 28 de marzo de 2023 | Noruega                                                                   | 5:0 (4:0) | Bélgica | Sarpsborg Stadion, Sarpsborg, Noruega |                          |
| 15:00 (CET)         | - Tewelde 5' (pen.) - Reitan-Sunde 26' - Thorvaldsen 34' - Egeli 39', 82' | Reporte   |         | Árbitro(s): Marek Radina              | Árbitro(s): Marek Radina |

### Grupo 8
País anfitrión: Albania
| Equipo      | Pts | PJ | PG | PE | PP | GF | GC | Dif |
| ----------- | --- | -- | -- | -- | -- | -- | -- | --- |
| Francia     | 9   | 3  | 3  | 0  | 0  | 8  | 2  | +6  |
| Suiza       | 4   | 3  | 1  | 1  | 1  | 7  | 5  | +2  |
| Albania (H) | 2   | 2  | 0  | 2  | 1  | 2  | 6  | -4  |
| Letonia     | 1   | 3  | 0  | 1  | 2  | 4  | 8  | -4  |

| 22 de marzo de 2023 | Francia                                                           | 4:0 (2:0) | Albania | Arena Kombëtare, Tirana, Albania |                             |
| 11:30 (CET)         | - Meupiyou 26' - Issoufou 29' - Bouneb 68' (pen.) - Lambourde 85' | Reporte   |         | Árbitro(s): David Dickinson      | Árbitro(s): David Dickinson |

| 22 de marzo de 2023 | Letonia                       | 2:5 (1:3) | Suiza                                               | Elbasan Arena, Elbasan, Albania  |                                  |
| 15:30 (CET)         | - Azarovs 41' - Mickēvičs 55' | Reporte   | - 2', 24' Zé - 23' Boteli - 51' Romano - 88' Minteh | Árbitro(s): Sivert Øksnes Amland | Árbitro(s): Sivert Øksnes Amland |

| 25 de marzo de 2023 | Francia            | 2:1 (1:1) | Letonia   | Elbasan Arena, Elbasan, Albania |                            |
| 11:30 (CET)         | - Amougou 41', 70' | Reporte   | - 6' Bočs | Árbitro(s): Oliver Reitala      | Árbitro(s): Oliver Reitala |

| 25 de marzo de 2023 | Suiza | 1:1 (0:1) | Albania | Arena Kombëtare, Tirana, Albania |                                  |
| 17:00 (CET)         |       | Reporte   |         | Árbitro(s): Sivert Øksnes Amland | Árbitro(s): Sivert Øksnes Amland |

| 28 de marzo de 2023 | Albania    | 1:1 (0:0) | Letonia       | Arena Kombëtare, Tirana, Albania |                             |
| 15:00 (CET)         | - Duro 56' | Reporte   | - 80' Ivulāns | Árbitro(s): David Dickinson      | Árbitro(s): David Dickinson |

| 28 de marzo de 2023 | Suiza        | 1:2 (0:2) | Francia                   | Elbasan Arena, Elbasan, Albania |                            |
| 15:00 (CET)         | - Minteh 65' | Reporte   | - 8' Titi - 17' Boucehnna | Árbitro(s): Oliver Reitala      | Árbitro(s): Oliver Reitala |

### Ranking de los segundos puestos
Los siete mejores segundos lugares de los 8 grupos clasifican a la Fase Final junto a los 8 ganadores de grupo. (Se contabilizan los resultados obtenidos en contra de los ganadores y los terceros clasificados de cada grupo).
| Pos. | Grupo | Equipo               | PJ | PG | PE | PP | GF | GC | DG | Pts |
| ---- | ----- | -------------------- | -- | -- | -- | -- | -- | -- | -- | --- |
| 1    | 6     | Italia               | 2  | 1  | 1  | 0  | 5  | 2  | +3 | 4   |
| 2    | 3     | Inglaterra           | 2  | 1  | 0  | 1  | 3  | 2  | +1 | 3   |
| 3    | 4     | Alemania             | 2  | 1  | 0  | 1  | 5  | 5  | 0  | 3   |
| 4    | 7     | Eslovenia            | 2  | 1  | 0  | 1  | 2  | 2  | 0  | 3   |
| 5    | 5     | Polonia              | 2  | 1  | 0  | 1  | 1  | 1  | 0  | 3   |
| 6    | 3     | Suiza                | 2  | 0  | 1  | 1  | 2  | 3  | -1 | 1   |
| 7    | 2     | Escocia              | 2  | 0  | 1  | 1  | 2  | 4  | -2 | 1   |
| 8    | 1     | Bosnia y Herzegovina | 2  | 1  | 0  | 1  | 3  | 7  | -4 | 3   |